# Minfartyg

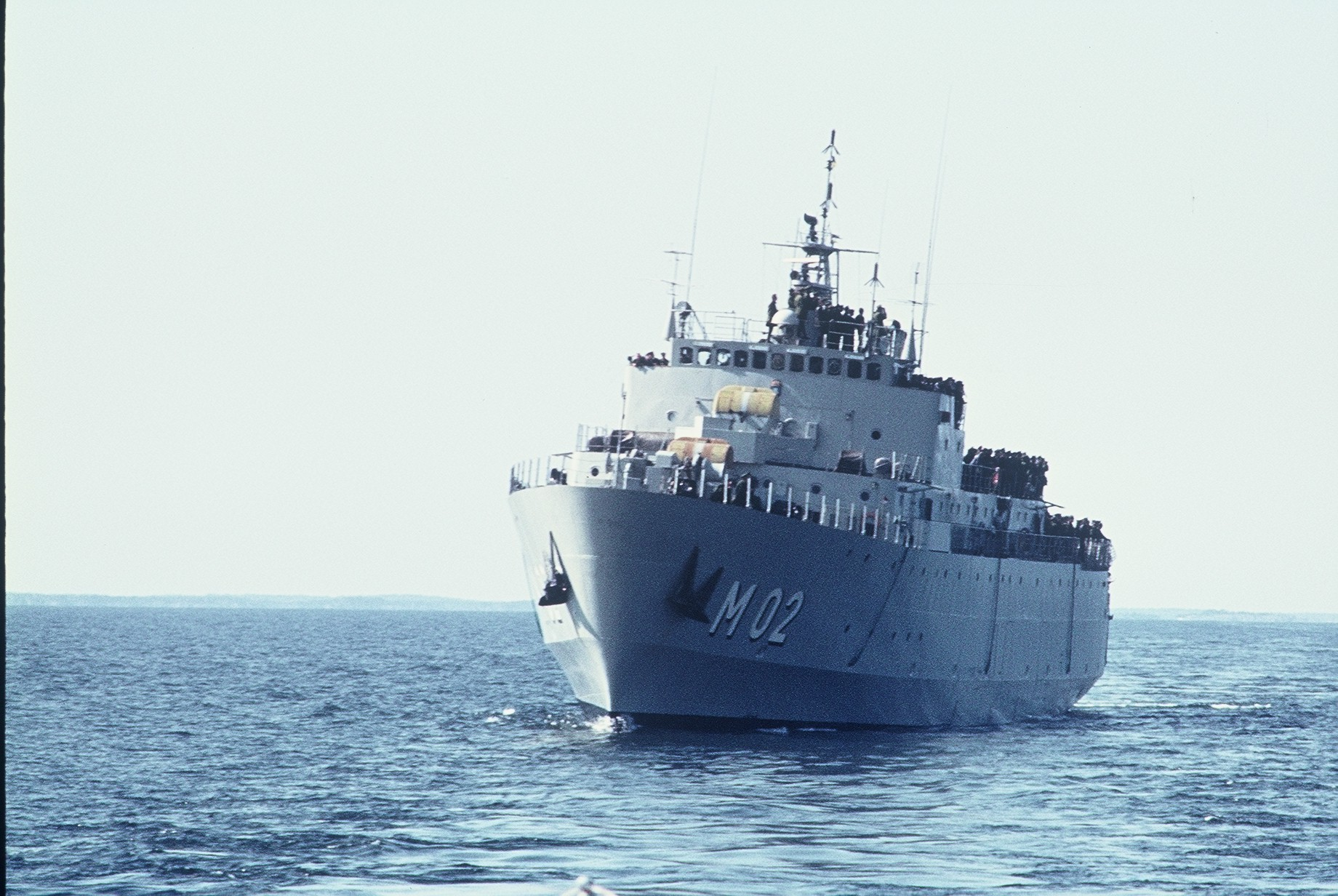
Minfartyget HMS Älvsborg.

Minfartyg är ett fartyg avsett för minutläggning. Minfartygen ska snabbt kunna lägga ut mineringar till havs för att spärra av strategiska havsområden. De kan ta ombord ett stort antal minor och är beväpnad med kanoner för att bekämpa anfallande flyg och robotar. Sverige hade år 2004 två specialbyggda minfartyg, HMS Carlskrona och HMS Visborg. Sveriges första minfartyg var HMS Älvsnabben som var i tjänst från 1943 till 1980.
Varje minfartyg hade även en sidouppgift. Älvsnabben och Carlskrona var utbildningsfartyg för kadetter. Älvsborg var depåfartyg för ubåtar och Visborg stabsfartyg för kustflottan.
Därutöver hade dessa stamminfartyg uppgiften att utbilda besättningar för de hjälpminfartyg, dvs handelsfartyg som vid mobilisering ombyggs till örlogsfartyg genom att förses med minräls och kanoner.
Minutläggare (vardagligt kallad mula) kallades de minfartyg svenska kustartilleriets (senare amfibiekåren) använde för att lägga ut och underhålla kontrollerbara sjömineringar. Fartygen var försedda med räls och med kranar för minfällning, hade en längd på ca 30 meter, en fart på drygt 10 knop och var försedda med en luftvärnskanon för självförsvar. Flera olika klasser var i bruk samtidigt.